# Microtus mongolicus
Microtus mongolicus је сисар из реда глодара и породице хрчкова (лат. Cricetidae).

## Распрострањење
Врста има станиште у Кини, Монголији и Русији.

## Станиште
Врста Microtus mongolicus има станиште на копну.

## Угроженост
Ова врста није угрожена, и наведена је као последња брига јер има широко распрострањење.

### Популациони тренд
Популација ове врсте је стабилна, судећи по доступним подацима.